# Herink
Obec Herink se nachází v okrese Praha-východ ve Středočeském kraji. Rozkládá se asi devatenáct kilometrů jihovýchodně od centra Prahy a sedm kilometrů jihozápadně od města Říčany. Žije zde přibližně 1 100 obyvatel; jejich počet prudce roste, v roce 2001 žilo v Herinku pouze 72 lidí.

## Historie
Podle Věštníku mnichovického vikariátu čerpajícího z nejstarších dochovaných listin se Herink poprvé připomíná v roce 1422, píše se zde o dvoru v Herinku, který patřil vdově po pražském měšťanu. Z toho lze odvodit, že obec existovala mnohem dříve než o ní byla vydána první písemná zpráva. Dokládá to i fakt, že při úpravách potoka ve „Tvrzce“ ve třicátých letech narazili kopáči na okruh dvojitých kamenných valů. Spisovatel Eduard Štorch ve svém románu Hrdina Nik píše o jistém avarském hrynku (opevněném táboře), který ležel v 7. století jižně od Prahy.
Ves byla po celé feudální období majetkově rozdělena. V roce 1622 náležela část Mikuláši Beřkovskému ze Šebířova na Horkách a Košeticích, který ji odprodal i s blízkými Lojovicemi nejvyššímu zemskému písaři, Kryštofovi Vratislavovi z Mitrovic na Dírném a Březině. V roce 1654 byl Herink součástí dobřejovického panství Viléma Voka Víty ze Rzavého. Poslední zmínka o vsi na sklonku feudalismu pochází z roku 1829, kdy její část příslušela k modletickému statku Ignáce Vyšína.

### Územněsprávní začlenění
Dějiny územněsprávního začleňování zahrnují období od roku 1850 do současnosti. V chronologickém přehledu je uvedena územně administrativní příslušnost obce v roce, kdy ke změně došlo:
- 1850 země česká, kraj Praha, politický okres Jílové, soudní okres Říčany[4]
- 1855 země česká, kraj Praha, soudní okres Říčany[4]
- 1868 země česká, politický okres Český Brod, soudní okres Říčany[4]
- 1898 země česká, politický okres Žižkov, soudní okres Říčany[5]
- 1921 země česká, politický okres Žižkov sídlo Říčany, soudní okres Říčany[6]
- 1925 země česká, politický i soudní okres Říčany[7]
- 1939 země česká, Oberlandrat Praha, politický i soudní okres Říčany[8]
- 1942 země česká, Oberlandrat Praha, politický okres Praha-venkov-jih, soudní okres Říčany[9]
- 1945 země česká, správní i soudní okres Říčany[10]
- 1949 Pražský kraj, okres Říčany[11]
- 1960 Středočeský kraj, okres Praha-východ[12]

### Rok 1932
V obci Herink (151 obyvatel) byly v roce 1932 evidovány tyto živnosti a obchody: družstvo pro rozvod elektrické energie v Herinku, hospodářské strojní družstvo, hostinec, kolář, kovář, obuvník, 9 rolníků, řezník, sadař, sedlář, trafika, truhlář.

## Doprava
Území obce protíná Pražský okruh spojující dálnice D1 a D5. Silnice III. třídy na území obce jsou:
- III/00317 ze silnice II/101 do obce
- III/00318 Radějovice – Herink – Modletice
- III/00319 Herink – Popovičky

Železniční trať ani stanice na území obce nejsou.
Obec v roce 2020 obsluhují autobusové linky Pražské integrované dopravy 363 Praha, Opatov - Čestlice - Herink - Velké Popovice, Todice a 428 Mukařov - Říčany, nádraží - Herink - Jesenice.

## Další fotografie

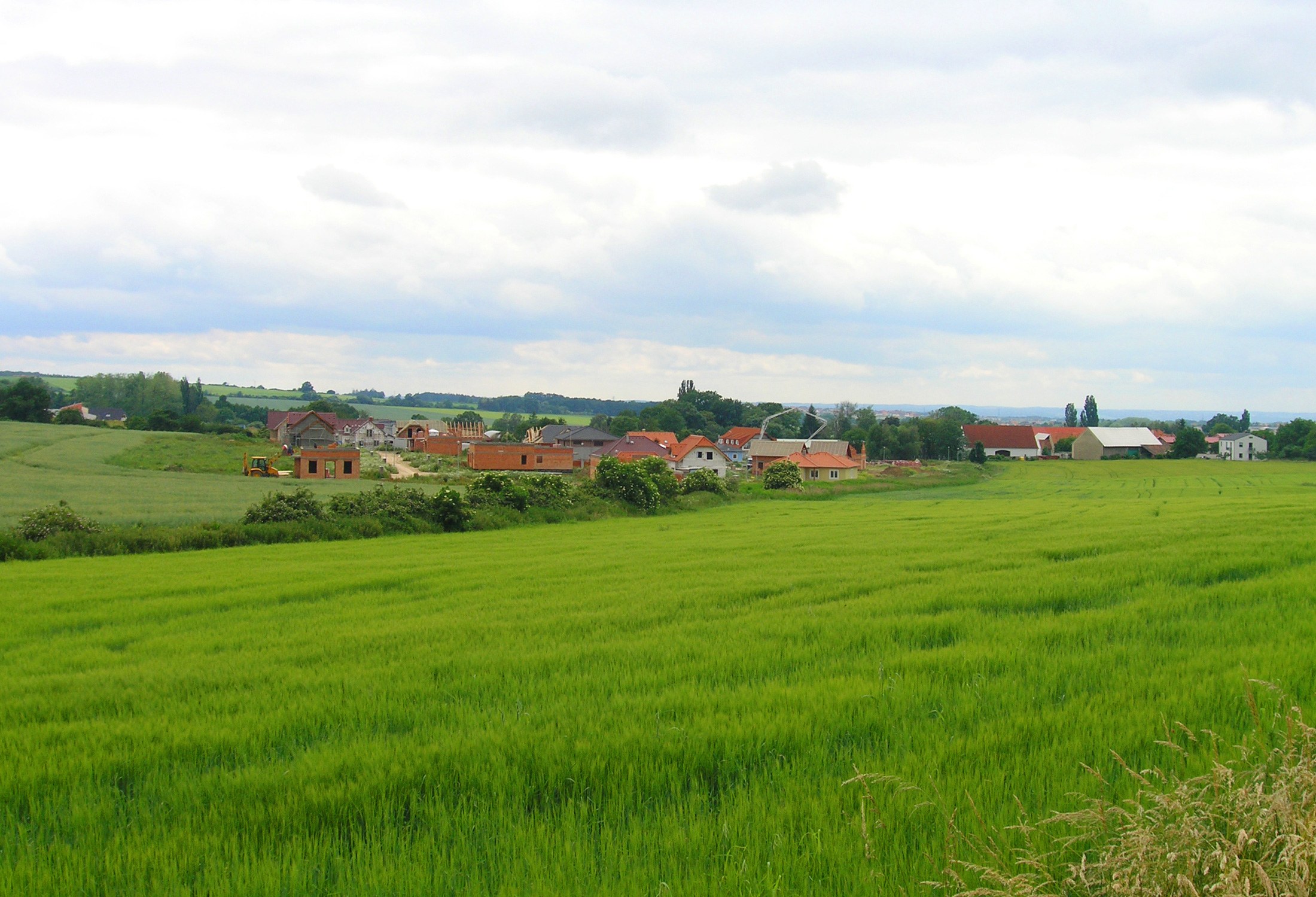
Nová výstavba
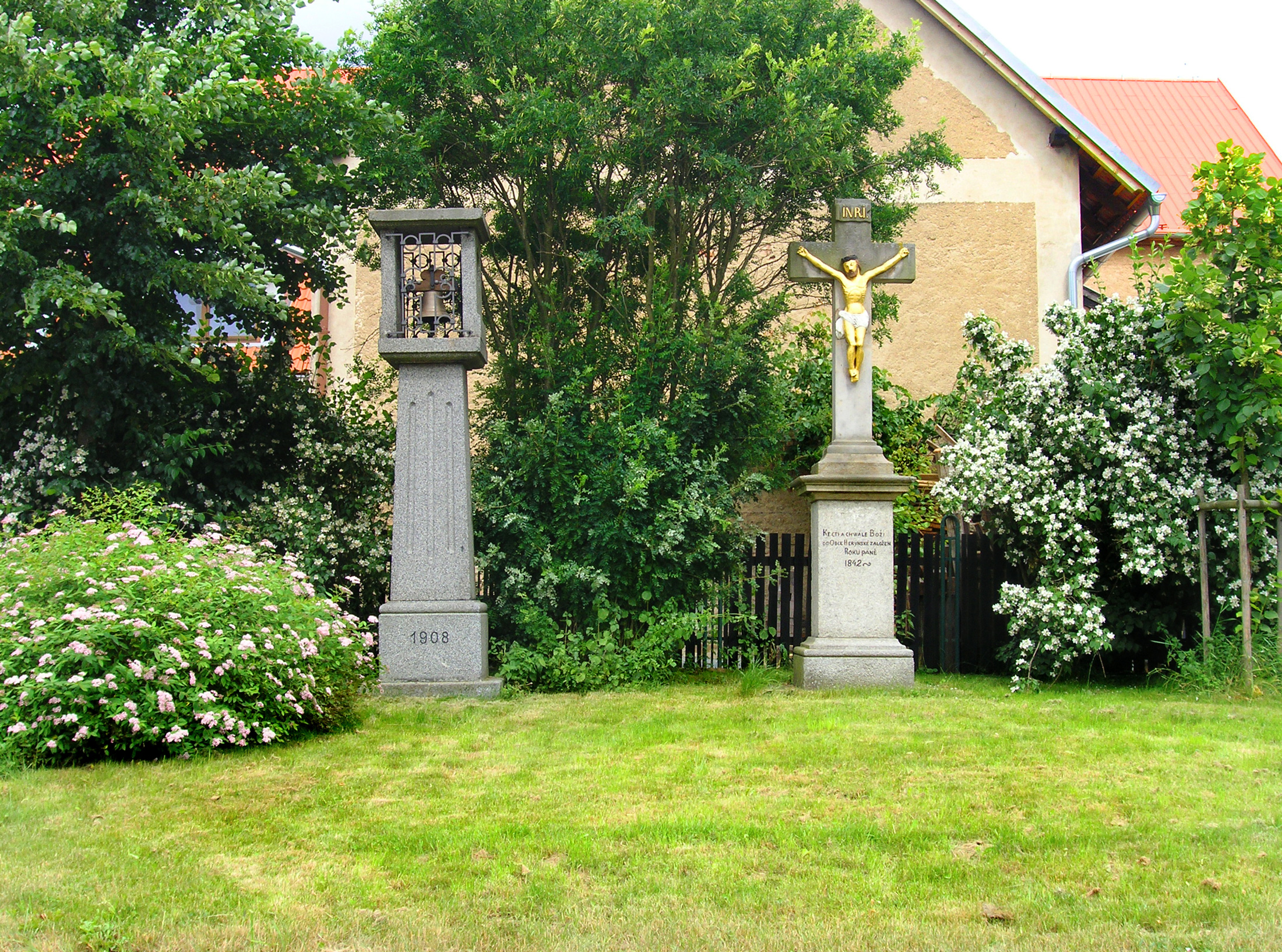
Křížek a zvonička